# 豪惠·洪德
豪惠·威廉·洪德（英語：Howard William Hunter，1907年11月14日—1995年3月3日），舊譯洪德豪惠，為一位美國律師與耶穌基督後期聖徒教會第14任總會會長，他的總會會長任期僅有九個月，是耶穌基督後期聖徒教會歷史上在任最短的總會會長。豪惠·洪德是教會首位出生於20世紀的總會會長，也是最後一位於20世紀內過世的總會會長。
豪惠·洪德在16歲時曾組建一支名為「洪德吟唱歌手」的樂團，在波夕一帶表演，也曾在遊輪上駐唱。豪惠·洪德自法學院畢業後，成為一名在南加州執業的律師。被召喚進入教會十二使徒定額組後，他曾擔任過夏威夷玻里尼西亞文化中心的董事會主席，也在十二使徒定額組會長任內主持奉獻了楊百翰大學耶路撒冷中心的落成。